# Strońsko
Strońsko [ˈstrɔɲskɔ] es un pueblo ubicado en el distrito administrativo de Gmina Zapolice, dentro del Condado de Zduńska Wola, Voivodato de Łódź, en Polonia central. Se encuentra aproximadamente a 2 kilómetros al noroeste de Zapolice, a 9 kilómetros al suroeste de Zduńska Wola, y a 49 kilómetros al suroeste de la capital regional Lodz.